# Entreprise du patrimoine vivant
Pour les articles homonymes, voir EPV.
Entreprise du patrimoine vivant (EPV) est un label officiel français, créé en 2005, délivré sous l'autorité du ministère de l'Économie et des Finances, afin de distinguer des entreprises françaises aux savoir-faire artisanaux et industriels jugés comme d'excellence. Accessible aux entreprises exerçant une activité de production, de transformation, de réparation ou de restauration, hors le cas des secteurs agricoles et de la pêche, il est attribué pour une période de cinq ans renouvelable.

## Objectifs
Contrairement au Japon où la notion de « patrimoine vivant » s'applique à des personnes disposant d'un savoir-faire unique qu'elles sont chargées de transmettre, la France, dans la lignée du concept de patrimoine culturel immatériel défendu par l'Unesco, a choisi d'appliquer ce concept à des entreprises. Cette terminologie « évoque l’idée d’un ensemble commun à un nombre important de personnes, transmissible de génération en génération, bénéficiant ou nécessitant une protection particulière pour permettre sa conservation ou éviter sa disparition ».
Le label « entreprise du patrimoine vivant » (EPV) a été créé par l'article 23 de la loi en faveur des PME du 2 août 2005. Il peut « être attribué à toute entreprise qui détient un patrimoine économique, composé en particulier d'un savoir-faire rare, renommé ou ancestral, reposant sur la maîtrise de techniques traditionnelles ou de haute technicité et circonscrit à un territoire ».
Le label « entreprise du patrimoine vivant » a pour objectif d'être un appui opérationnel aux entreprises possédant des savoir-faire jugés d'excellence et fabricant en France. Il vise pour cela à faciliter leur médiatisation à l'échelle nationale et internationale, créer et saisir des opportunités d'affaires, les inciter à innover, conforter leur croissance, assurer le développement de l'emploi et favoriser leur transmission,. Dans les faits, le label manque de visibilité et nombre de Français ne connaissent pas son existence.

## Fonctionnement du label
Le label, valable cinq ans mais renouvelable, est accessible aux entreprises exerçant une activité de production, de transformation, de réparation ou de restauration, hors le cas des secteurs agricoles et de la pêche,,. L’artisan d’art qui travaille sans le support d’une structure semble exclu de la possibilité d’obtenir ce label. Ces entreprises doivent être correctement immatriculées et à jour de leurs charges fiscales et sociales. Elles doivent tout d'abord détenir un patrimoine économique spécifique et rare (équipements, documentation technique, droits de propriété intellectuels, marché ou réseau de clientèle remarquable). L'objectif est de labelliser tout ce qui contribue à valoriser le patrimoine, c’est-à-dire la rareté, la notoriété et l’originalité des produits, ou bien encore la possession d'un nom ou d'une marque célèbre,,. Les entreprises doivent également posséder un savoir-faire rare et notoire. La maîtrise de techniques traditionnelles ou de haute technicité requiert des compétences particulières qui ne peuvent être acquises par des formations normales. Le geste professionnel, la technique du geste sont l'objet de la protection offerte par le label,,. Le dernier critère est la renommée de la dimension culturelle de l'entreprise (façon de travailler, locaux à valeur historique ou architecturale, etc.) et l'ancienneté de leur implantation géographique,,.
De 2019 à 2024, l'Institut national des métiers d'art est chargé de la promotion du Label EPV et de l'instruction des candidatures. Ce sont plus de 1450 dossiers qui ont été instruits toujours associés à une visite. Un groupement de personnalités extérieures (GEPEX) est sollicité autant que faire se peut pour échanger sur les avis de l’Institut au regard de la jurisprudence du label. La décision finale revient aux préfets de régions.
Depuis le 22 avril 2024, c'est la société SGS International Certification Service qui est chargée de la promotion du Label Entreprise du Patrimoine Vivant et de l’instruction des candidatures.

## Aide aux entreprises
Les EPV disposent d'incitations fiscales telles qu'un crédit d'impôt de 15 % des dépenses de création de nouveaux produits et un crédit d’impôt apprentissage de 2 200 € par apprenti et par an. Elles peuvent également obtenir une aide au financement par Bpifrance et la SIAGI, société de caution mutuelle pour les petites entreprises, mais aussi d'aides par les organismes consulaires et professionnels.
Le label permet à des entreprises d'être choisies pour disposer d'une place à des salons internationaux. Des aides à l'export sont également disponibles telles que la prise en charge jusqu'à 50 % d'une prestation d'accompagnement à l'export, un soutien à l'envoi d'une mission de volontariat international en entreprise, une assurance prospection pour les petites entreprises.

## Les entreprises labellisées
En 2024, les entreprises labellisées appartiennent à huit grands univers : ameublement et décoration, architecture et patrimoine bâti, arts de la table, culture et communication, équipements industriels, médicaux et mécaniques, gastronomie, loisirs & transports, mode et beauté. En 2017, elles sont à 88 % des PME et 72 % à réaliser un chiffre d'affaires à l'export. Elles réalisent au total entre 20 et 30 % de leur chiffre d'affaires à l'export, mais pour 14 % d'entre elles, il est supérieur à la moitié.
Le label est jugé par des directeurs d'entreprises « avoir un impact très positif vis-à-vis de la clientèle étrangère ». Il est de plus en plus reconnu à l’échelle internationale « comme un label adossé aux plus grandes marques relevant de l’univers de luxe et de l’excellence. L’histoire est de la sorte intégrée au business model de l’entreprise : elle permet de bien distinguer l’offre produit ».
Les entreprises labellisées sont confrontées à quatre problèmes principaux. Pour faire face à la disparition des filières de formation, elles organisent une formation en interne avec des anciens salariés faisant office de tuteurs. Mais, la longue durée d’apprentissage (entre 3 et 5 ans) et la difficulté de recruter des candidats prêts à s'investir à long terme constituent des freins. De même, l'accompagnement, en particulier financier, des collectivités et de l’État est jugé insuffisant.
En 2017, près de 1 400 entreprises françaises sont labellisées, totalisant 62 000 emplois pour un chiffre d’affaires cumulé de près de 14 milliards d'euros.